# 南部光臣

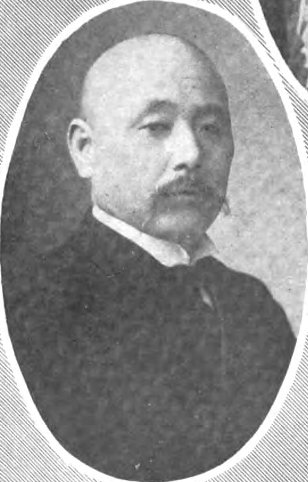
南部光臣

南部 光臣（なんぶ みつおみ、1865年3月22日（元治2年2月25日）- 1931年（昭和6年）7月3日）は、明治から昭和初期の内務官僚、政治家、華族。官選群馬県知事、貴族院男爵議員、宮中顧問官。旧名・烏丸千佳之二。

## 経歴
山城国京都烏丸通中立売（現京都市上京区）出身。公家・烏丸光徳の三男として生まれ、男爵・南部甕男の養子となり、1893年（明治26年）5月23日に南部に改姓の届出を行った。
1892年（明治25年）7月、帝国大学法科大学法律学科（英法）を卒業。同年12月、内務省に入省し内務省試補・土木局勤務となる。
1893年11月、香川県参事官に就任。以後、第四回内国勧業博覧会事務委員、兼内務省第二課長、内務書記官・土木局勤務、土木局長事務取扱、同局治水課長などを歴任し、1903年（明治36年）1月、内務省土木局長に就任。1904年（明治37年）6月、休職となり、1906年（明治39年）6月、休職満期で退官した。
1907年（明治40年）11月、群馬県知事に登用された。勢多農林学校の設立など、教育の振興などに尽力。1908年（明治41年）8月24日、知事を休職となる。
1910年（明治43年）8月、宮内省御用掛・帝室林野管理局勤務となる。以後、同局主事、同局長官事務取扱、同局長官、大礼使参与官、梨本宮宮務監督、宮内参事官、同省大臣官房調査課長事務取扱などを歴任。
1923年（大正12年）4月、宮中顧問官に就任。同年8月、養父が死去し、同年10月20日、男爵を襲爵。1925年（大正14年）5月2日、補欠選挙で貴族院男爵議員に選出され、公正会に所属し死去するまで在任した。

## 栄典
- 1894年（明治27年）2月28日 - 従七位[10]
- 1910年（明治43年）9月30日 - 従四位[11]

## 親族
- 妻 南部幸子（さきこ、養父の長女）[1]